# Unterseeboot UB-2
Pour les autres navires du même nom, voir Unterseeboot 2.
L'Unterseeboot UB-2 est un sous-marin (U-Boot) allemand de type UB I utilisé par la Kaiserliche Marine pendant la Première Guerre mondiale. Il a coulé onze navires au cours de sa carrière et a été démantelé en Allemagne en 1920.
L'UB-2 a été commandé en octobre 1914 et a été mis sur cale au chantier naval Germaniawerft à Kiel en novembre 1914. L'UB-2 mesurait un peu plus de 28 mètres de long et avait un déplacement entre 127 et 142 tonnes, selon qu’il était en surface ou immergé. Il transportait deux torpilles pour ses deux tubes lance-torpilles d’étrave et était également armé d’une mitrailleuse montée sur le pont. Il a été lancé et mis en service sous le nom de UB-2 en février 1915.
Lorsque l'UB-2 a pris la mer pour rejoindre la flottille des Flandres en mai 1915, il est devenu le seul membre de sa classe à ne pas être expédié par chemin de fer à Anvers pour rejoindre l’unité. Alors qu’il était dans la flottille, l'UB-2 a coulé onze navires britanniques totalisant 1374 tonneaux de jauge brute (TJB) sous le commandement du lieutenant de vaisseau Werner Fürbringer. Le sous-marin est affecté à la flottille de la Baltique en mars 1916 et est relégué à un rôle d’entraînement à partir de décembre de la même année. À la fin de la guerre, l'UB-2 est jugé inapte à la navigation et incapable de se rendre à Harwich avec le reste de la flotte de sous-marins allemands. Il resta en Allemagne où il fut démantelé par Stinnes en février 1920.

## Conception
Après l’avancée rapide de l’armée allemande le long de la côte de la mer du Nord au début de la Première Guerre mondiale, la marine impériale allemande s’est retrouvée sans sous-marins appropriés pouvant être utilisés dans les eaux étroites et peu profondes au large des Flandres,. Le projet 34, un effort de conception commencé à la mi-août 1914, a produit la conception du Type UB I : un petit sous-marin qui pouvait être expédié par chemin de fer jusqu’à un port d’opérations et rapidement assemblé. Contrainte par les limites de taille des chemins de fer, la conception de l’UB I prévoyait un bateau d’environ 28 mètres de long et déplaçant environ 125 tonnes, avec deux tubes lance-torpilles. L'UB-2 faisait partie du lot initial de huit sous-marins, numérotés UB-1 à UB-8, commandés le 15 octobre à Germaniawerft de Kiel, un peu moins de deux mois après le début de la planification de la classe,.
L'UB-2 a été mis sur cale par Germaniawerft le 1er novembre, l’un des deux premiers bateaux de la classe à être mis en service. Il est lancé à Kiel le 13 février 1915. Tel qu’il a été construit, l'UB-2 mesurait 28,10 mètres de long, 3,15 mètres de large et avait un tirant d'eau de 3,03 mètres. Il était équipé d’un seul moteur Diesel Daimler 4 cylindres de 59 ch (44 kW) pour la navigation en surface, et d’un seul moteur électrique Siemens-Schuckert de 119 ch (89 kW) pour la navigation sous-marine, tous deux entraînant un seul arbre d'hélice. Ses vitesses de pointe étaient de 6,47 nœuds (11,98 km/h) en surface et de 5,51 nœuds (10,20 km/h) en immersion. À des vitesses plus modérées, il pouvait naviguer jusqu’à 1650 milles marins (3060 km) en surface avant de devoir se ravitailler, et jusqu’à 45 milles marins (83 km) en immersion avant de recharger ses batteries. Comme tous les bateaux de la classe, l'UB-2 était évalué à une profondeur de plongée de 50 mètres et pouvait s’immerger complètement en 33 secondes.
L'UB-2 était armé de deux torpilles de 450 mm dans deux tubes lance-torpilles d’étrave. Il était également équipé d’une mitrailleuse de 8 millimètres sur le pont. L’effectif standard de l'UB-2 se composait d’un officier et de treize hommes du rang.

## Carrière
Le sous-marin a été mis en service dans la marine impériale allemande sous le nom de UB-2 le 20 février 1915 sous le commandement du Kapitänleutnant Werner Fürbringer, un jeune homme de 26 ans originaire de Brunswick. Il a subi des essais dans les eaux territoriales allemandes.
Le 10 mai 1915, l'UB-2 quitte l’Allemagne pour rejoindre la flottille des Flandres (en allemand : U-boote des Marinekorps U-Flotille Flandern) et il est le seul bateau UB I ou UC I de la flottille à ne pas être expédié à Anvers par chemin de fer,. Lorsque l'UB-2 rejoint la flottille, l’Allemagne est au milieu de sa première offensive sous-marine, commencée en février. Au cours de cette campagne, les navires ennemis dans la zone de guerre définie par l’Allemagne (en allemand : Kriegsgebiet), qui englobait toutes les eaux autour du Royaume-Uni (y compris la Manche), devaient être coulés. Les navires des pays neutres ne devaient pas être attaqués à moins qu’ils ne puissent être identifiés avec certitude comme des navires ennemis opérant sous faux pavillon.
Les bateaux UB I de la flottille des Flandres étaient initialement limités à des patrouilles dans le Hoofden, la partie sud de la mer du Nord située entre le Royaume-Uni et les Pays-Bas. Les 9 et 10 juin, alors qu’il patrouillait dans cette zone de 50 à 60 milles nautiques (93 à 111 km) au sud-est de Lowestoft, l'UB-2 coula six bateaux de pêche britanniques d’un tonnage combiné d’un peu moins de 300 tonneaux de jauge brute, le plus grand étant l'Intrepid de 59 tonneaux de jauge brute,. Les six smacks – des voiliers traditionnellement gréés avec des voiles ocre rouge – ont été arraisonnés, abordés par des membres d’équipage de l'UB-2 et coulés à l’explosif,.

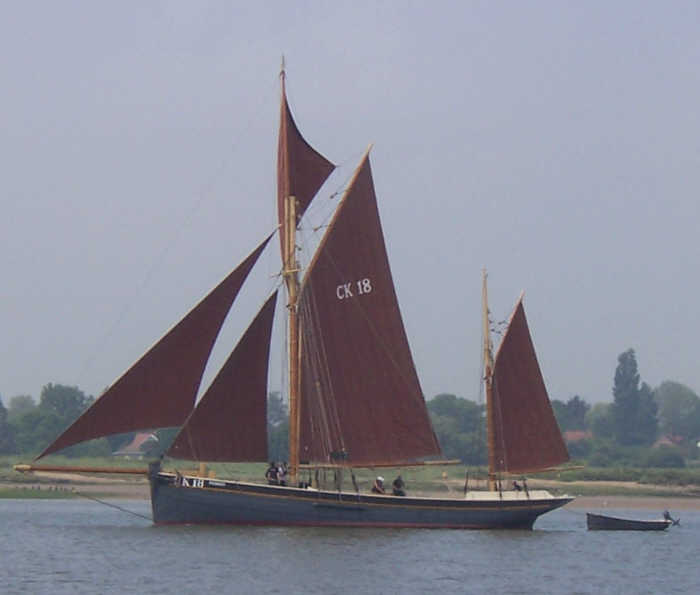
La majorité des victimes de l’UB-2 étaient des bateaux de pêche, traditionnellement équipés de voiles ocre rouge

Après que le navire jumeau de l'UB-2, l'UB-6, ait ouvert une voie contournant les filets anti-sous-marin et les mines britanniques dans le pas de Calais à la fin du mois de juin, les bateaux de la flottille ont commencé à patrouiller dans l’ouest de la Manche. Les UB-2, UB-5 et UB-10 suivirent bientôt avec des patrouilles dans la Manche. Même si aucun des bateaux n’a coulé de navires, en terminant avec succès leurs voyages, ils ont contribué à prouver la faisabilité de vaincre les défenses britanniques dans le pas de Calais.
Le 28 août, l'UB-2 patrouillait dans la région de Corton-Yarmouth lorsqu’il a coulé le chalutier britannique Miura. Avec un déplacement de 257 tonneaux de jauge brute, le Miura a battu l'Intrepid en tant que plus grand navire coulé par l'UB-2 à ce jour,. Au début du mois suivant, l'UB-2 coula deux autres bateaux de pêche à 44 milles marins (81 km) à l’est-sud-est de Lowestoft : le Constance de 57 tonneaux de jauge brute et l'Emanuel de 44 tonneaux de jauge brute. Trois jours plus tard, l'UB-2 coule le Boy Ernie à environ 58 milles marins (107 km) à l’est de Cromer. Comme pour les six navires coulés en juin, tous les trois ont été arraisonnés par l'UB-2 et coulés à l’explosif.
L’offensive sous-marine allemande est suspendue le 18 septembre par le chef de l’Admiralstab, l’amiral Henning von Holtzendorff, en réponse aux demandes américaines après que les sous-marins allemands aient coulé le vapeur Lusitania de la Cunard Line en mai 1915 et d’autres naufrages très médiatisés en août et septembre. La directive de Holtzendorff ordonnait à tous les sous-marins allemands de quitter la Manche et les approches sud-ouest et exigeait que toute activité sous-marine en mer du Nord soit menée strictement selon les règlements sur les prises. L'UB-2 n’a coulé aucun navire au cours des quatre mois suivants. La marine impériale allemande a commencé sa deuxième offensive sous-marine en février 1916, déclarant, entre autres dispositions, que tous les navires ennemis dans la zone de guerre devaient être détruits sans avertissement. Le 26 février 1916, l'UB-2 torpille et coule le cargo Arbonne,, dans ce qui est finalement son dernier succès en temps de guerre. Le vapeur britannique, avec 672 tonneaux de jauge brute, est le plus gros navire coulé par l'UB-2. Il a coulé avec la perte de ses quatorze membres d’équipage.
Au début du mois de mars 1916, le Kapitänleutnant Fürbringer fut remplacé par l’ancien commandant de l'UB-13, le lieutenant Karl Neumann, qui avait été dans la même classe de cadets que Fürbringer. Fürbringer a ensuite commandé six autres sous-marins allemands et a été responsable du naufrage de près de 100 000 tonnes de navires. En 1933, il publie ses mémoires sur son service dans les U-boote pendant la Première Guerre mondiale (Alarm ! Tauchen !!: U-boot in Kampf und Sturm) qui comprenait un aperçu de sa carrière, y compris son passage sur l'UB-2.
Depuis le début du mois de février 1916, la flottille des Flandres commençait à recevoir les nouveaux bateaux de type UB II, plus grands. L'UB-2 est transféré dans la flottille de la Baltique (en allemand : U-boote der Ostseetreitträfte V. U-Halbflotille) environ une semaine après que Neumann en ait pris le commandement,. Les bateaux de la flottille de la Baltique étaient basés à Kiel, Dantzig ou Libau, mais l’endroit où l'UB-2 était stationné pendant cette période n’est pas mentionné dans les sources. Alors que l'UB-2 faisait partie de la flottille de la Baltique, Neumann a été remplacé par l'Oberleutnant zur See (Oblt.z.S.) Thomas Bieber en avril 1916. Celui-ci a été remplacé à son tour par l(Oblt.z.S. Harald von Keyserlingk en juillet 1916. Au début du mois de décembre 1916, Keyserlingk est réaffecté de l'UB-2 sur l'UB-36 et l'UB-2 est transféré à des tâches d’entraînement. Selon les auteurs R.H. Gibson et Maurice Prendergast, les sous-marins affectés à des tâches d’entraînement étaient des « engins usés par la guerre » et inaptes au service.
À la fin de la guerre, les Alliés ont exigé que tous les sous-marins allemands soient conduits à Harwich pour se rendre. L'UB-2 était l’un des huit sous-marins jugés inaptes à la navigation et autorisés à rester en Allemagne. L'UB-2 fut démantelé par Stinnes le 3 février 1920.

## Affectations
- Flottilles des Flandres : du 10 mai 1915 au 19 mars 1916[2]
- Flottille de la Baltique : du 19 mars au 4 décembre 1916
- Flottille d’entraînement : du 4 décembre 1916 au 11 novembre 1918

## Commandants
- Oberleutnant zur See Werner Fürbringer[7] : du 20 février 1915 au 7 mars 1916[2]
- Oblt.z.S. Karl Neumann[31] : du 8 mars au 4 avril 1916
- Oblt.z.S. Thomas Bieber[37] : du 5 avril au 1er juillet 1916
- Oblt.z.S. Harald von Keyserlingk[34] : du 2 juillet au 3 décembre 1916

## Navires coulés[22]
| Date              | Nom        | Nationalité    | Tonnage | Destin |
| ----------------- | ---------- | -------------- | ------- | ------ |
| 9 juin 1915       | Britannia  | United Kingdom | 43      | Coulé  |
| 9 juin 1915       | Edward     | United Kingdom | 52      | Coulé  |
| 9 juin 1915       | Laurestina | United Kingdom | 48      | Coulé  |
| 9 juin 1915       | Qui Vive   | United Kingdom | 50      | Coulé  |
| 9 juin 1915       | Welfare    | United Kingdom | 45      | Coulé  |
| 10 juin 1915      | Intrepid   | United Kingdom | 59      | Coulé  |
| 23 août 1915      | HMT Miura  | Royal Navy     | 257     | Coulé  |
| 7 septembre 1915  | Constance  | United Kingdom | 57      | Coulé  |
| 7 septembre 1915  | Emanuel    | United Kingdom | 44      | Coulé  |
| 10 septembre 1915 | Boy Ernie  | United Kingdom | 47      | Coulé  |
| 26 février 1916   | Arbonne    | United Kingdom | 672     | Coulé  |